# آبی مایایی
آبی مایایی (اسپانیایی: azul maya‎) عنوان رنگ‌دانه‌ای است به رنگ نیلی لاجوردی روشن که در دوران پیشاکلمبی منطقه آمریکای میانه بسیار مورد استفاده قرار می‌گرفته است که از مشهورترین تمدن‌های این دوره و منطقه می‌توان به تمدن مایا و آزتک اشاره داشت.